# Teddy Riner
Pour les articles homonymes, voir Riner (homonymie).
Teddy Riner, né le 7 avril 1989 à Pointe-à-Pitre (Guadeloupe), est un judoka français évoluant dans la catégorie des plus de 100 kg (poids lourds).
Il détient un palmarès d'onze titres de champion du monde, trois médailles d'or olympiques en individuel (à Londres en 2012, à Rio de Janeiro en 2016 et à Paris en 2024) et deux par équipes mixtes (à Tokyo en 2021 et à Paris en 2024), deux médailles de bronze olympiques (à Pékin en 2008 et à Tokyo en 2021), et cinq titres de champion d'Europe.
En 2018, il est nommé Ambassadeur de bonne volonté de l'UNICEF. Il est le porte-drapeau de l'équipe de France aux Jeux olympiques de Rio de Janeiro en 2016, où il remporte sa deuxième médaille d'or olympique face au Japonais Hisayoshi Harasawa, il devient le judoka le plus titré de l'histoire et assoit ainsi sa suprématie dans le domaine du judo.
Révélé dès 2006, par un titre européen et mondial junior, il confirme dès l'année suivante en devenant le plus jeune champion d'Europe en poids lourds et le plus jeune champion du monde masculin.
Droitier et ayant un grand gabarit par rapport à la moyenne des judokas de sa catégorie (2,04 m et 139-150 kg), il remporte ses titres mondiaux consécutivement en « poids lourds » à Rio de Janeiro en 2007, à Rotterdam en 2009, à Tokyo en 2010, à Paris en 2011, à Rio de Janeiro en 2013, à Tcheliabinsk en 2014, à Astana en 2015, à Budapest en 2017 et à Doha en 2023 ainsi qu'en « toutes catégories » à Levallois-Perret en 2008 et à Marrakech en 2017.
Durant sa carrière, Teddy Riner n'enregistre que cinq défaites en championnat international élite. Les deux premières sont concédées au 3e tour de la compétition poids lourds des Jeux olympiques de 2008 face à Abdullo Tangriev avant d'obtenir la médaille de bronze, et le 13 septembre 2010 pour le titre « toutes catégories » des mondiaux de Tokyo face à Daiki Kamikawa avant une période d'invincibilité qui dure près de dix ans. Entre son deuxième titre olympique à Rio 2016 et sa neuvième victoire mondiale en Hongrie un an plus tard, Teddy Riner ne dispute pas un seul combat en compétition. Le 11 novembre 2017, il s'adjuge, en toutes catégories, son dixième titre planétaire. Il ne dispute aucune compétition entre le 12 novembre 2017 et le 7 juillet 2019, date à laquelle il effectue son retour à Montréal où il s'impose avant de poursuivre dans le Grand Slam de Brasilia en octobre pour parvenir à 152 victoires consécutives. Avec comme objectif un troisième titre olympique en 2020, Il se déclare prêt à continuer sa carrière sportive jusqu'aux Jeux olympiques de Paris en 2024. Le 9 février 2020, après 154 victoires consécutives dont les deux dernières ce même jour, Teddy Riner perd son premier combat depuis 2010 lors du Grand Chelem à Paris contre le Japonais Kokoro Kageura. Le 30 juillet 2021, Il s'incline en quarts de finale aux Jeux de Tokyo avant d'aller chercher la médaille de bronze, son quatrième podium olympique. Le lendemain, il s'impose avec l'équipe de France en finale contre le Japon dans la première épreuve par équipes mixtes aux Jeux, remportant ainsi son troisième titre olympique. Le 13 mai 2023, six ans après son dernier titre de champion du monde, il est sacré pour la onzième fois chez les +100 kg à Doha. L'année suivante, dans l'Arena Champ-de-Mars, il remporte par Ippon ses deux finales olympiques, son troisième sacre individuel face au coréen Kim Min-jong et le deuxième par équipes mixtes en conclusion contre le Japonais Tatsuru Saitō.  
Il s'initie au judo dès l'âge de 5 ans dans le 19e arrondissement de Paris, au gymnase Simon Bolivar, sur l'avenue du même nom dans le quartier de Belleville. Il est ensuite formé au Paris judo qui devient Lagardère Paris Racing. Il passe ensuite au Levallois Sporting Club avant de rejoindre le Paris Saint-Germain en août 2017. Successeur de David Douillet comme tête d'affiche du judo français (qu'il dépasse en nombre de titres toutes compétitions confondues), et faisant partie des sportifs les plus populaires de son pays, il répond favorablement à de nombreuses sollicitations médiatiques et publicitaires depuis son premier titre européen.
Il est le dernier relayeur de la flamme olympique, avec Marie-José Pérec, lors de la cérémonie d'ouverture des Jeux olympiques d'été de 2024 à Paris, avant d'y gagner deux médailles d'or.

## Biographie

### Révélation précoce
Teddy Pierre-Marie Riner naît le 7 avril 1989 à la clinique Saint-Joseph de Pointe-à-Pitre en Guadeloupe, sa famille du côté paternel étant originaire de Vieux-Habitants et du côté maternel de Lamentin. Il quitte rapidement l'île pour Paris où sa famille était installée depuis quelques années, dans le quartier de la Chapelle. À cinq ans, ses parents l'inscrivent au club de sport de l'Aquaboulevard où il découvre plusieurs disciplines dont le judo, activité à laquelle il se consacre définitivement dès ses treize ans, en dépit de son intérêt pour le basket-ball et le football. Il pratique alors le judo au Judo Club Bolivar, près des Buttes Chaumont. En 2004, alors que son potentiel et son physique sont remarqués lors des Championnats de France cadets, il intègre le « pôle espoir » de Petit-Couronne, une année avant de revenir en région parisienne pour s'entraîner au sein de l'Institut national du sport, de l'expertise et de la performance sur recommandation de Stéphane Traineau, alors directeur du haut niveau en France,,,. Il intègre ainsi la filière élite du judo national malgré des réticences vis-à-vis de son âge puisque Riner n'est encore qu'un cadet.
Il commence sur les circuits seniors à 17 ans. Il honore une première sélection en équipe de France lors d'un championnat international à l'occasion des Championnats d'Europe juniors 2005 disputés à Zagreb en Croatie, d'où il revient avec la médaille de bronze. Dès l'année suivante, il effectue une première apparition remarquée sur le circuit de la Coupe du monde lors d'une étape se tenant à Vienne en Autriche. Pas encore âgé de dix-sept ans, il atteint la finale de tableau, mais cède face à l'expérimenté allemand Andreas Tölzer puis lors du combat pour la médaille de bronze contre le Cubain Óscar Brayson. Au niveau junior national, Teddy Riner conserve son titre des moins de vingt ans en avril 2005, un an après avoir remporté en quelques semaines le titre des moins de dix-sept ans (cadets) et celui des moins de vingt ans (juniors). Plus encore, à Paris, où se tiennent les Championnats de France juniors 2006, il remporte l'ensemble de ses combats par ippon. En fin d'année, son statut d'espoir du judo français en fait la tête d'affiche des équipes de France juniors en partance pour les Championnats d'Europe et les Championnats du monde de la catégorie d'âge,. Après avoir obtenu la médaille d'or continentale à Tallinn en Estonie chez les poids lourds, il fait de même à Saint-Domingue en République dominicaine. Déjà, tandis que les médias spécialisés s'intéressent à lui, les observateurs français en font le successeur de David Douillet, double champion olympique et quadruple champion du monde en poids lourds et en toutes catégories ayant pris sa retraite en 2000. Ce dernier déclare alors avoir été en tous points inférieur au même âge – dix-sept ans – à Riner, premier Français sacré champion du monde juniors chez les poids lourds. Les performances du judoka lui valent en fin d'année le titre honorifique de « meilleur junior européen de l'année » décerné par l'Union européenne de judo.

### Champion d'Europe et du monde à dix-huit ans
En 2006, pour sa première participation aux Championnats de France élites, Teddy Riner est sorti au deuxième tour par Frédéric Lecanu. En janvier 2007, aux Championnats de France élites à Dijon dans une catégorie en mal de résultats depuis la retraite de Douillet mais qui redevient performante cette année-là, Teddy Riner profite de la blessure du tenant du titre Pierre Robin en demi-finale mais il est battu en finale par Matthieu Bataille aux pénalités. Quelques semaines plus tard, il participe à son premier Tournoi de Paris, estampillé tournoi « Super Coupe du monde » par la Fédération internationale de judo, le plus prestigieux hors grands championnats, battant notamment par ippon le Néerlandais Dennis van der Geest, champion du monde en titre en toutes catégories, et Matthieu Bataille, mais perdant face au Biélorusse Yury Rybak dans le tableau principal,. Il termine néanmoins troisième, meilleur représentant français, devant Bataille, septième. En concurrence avec ce dernier pour la place de titulaire dans l'optique des Championnats d'Europe 2007 organisés à Belgrade en Serbie, il est préféré par l'encadrement français notamment après une troisième place au Tournoi Super Coupe du monde de Hambourg,.
En Serbie, il ne rencontre que peu de difficulté pour devenir le premier judoka français sacré champion d'Europe parmi les poids lourds depuis David Douillet en 1994. Par sa présence sur la plus haute marche du podium, il devient de même le plus jeune champion d'Europe de l'histoire ainsi que le plus jeune poids lourd médaillé européen au lendemain de ses dix-huit ans alors que l'Est-allemand Frank Möller avait été vice-champion d'Europe en toutes catégories en 1989 à l'âge de dix-huit ans et huit mois. Qualifié pour la finale en écartant notamment le tenant du titre Andreas Tölzer grâce à un mouvement de hanche – haraï goshi – sanctionné d'un waza-ari, il réédite pareille technique en finale face au Géorgien Lasha Gujejiani qui subit lui la plus haute sanction.

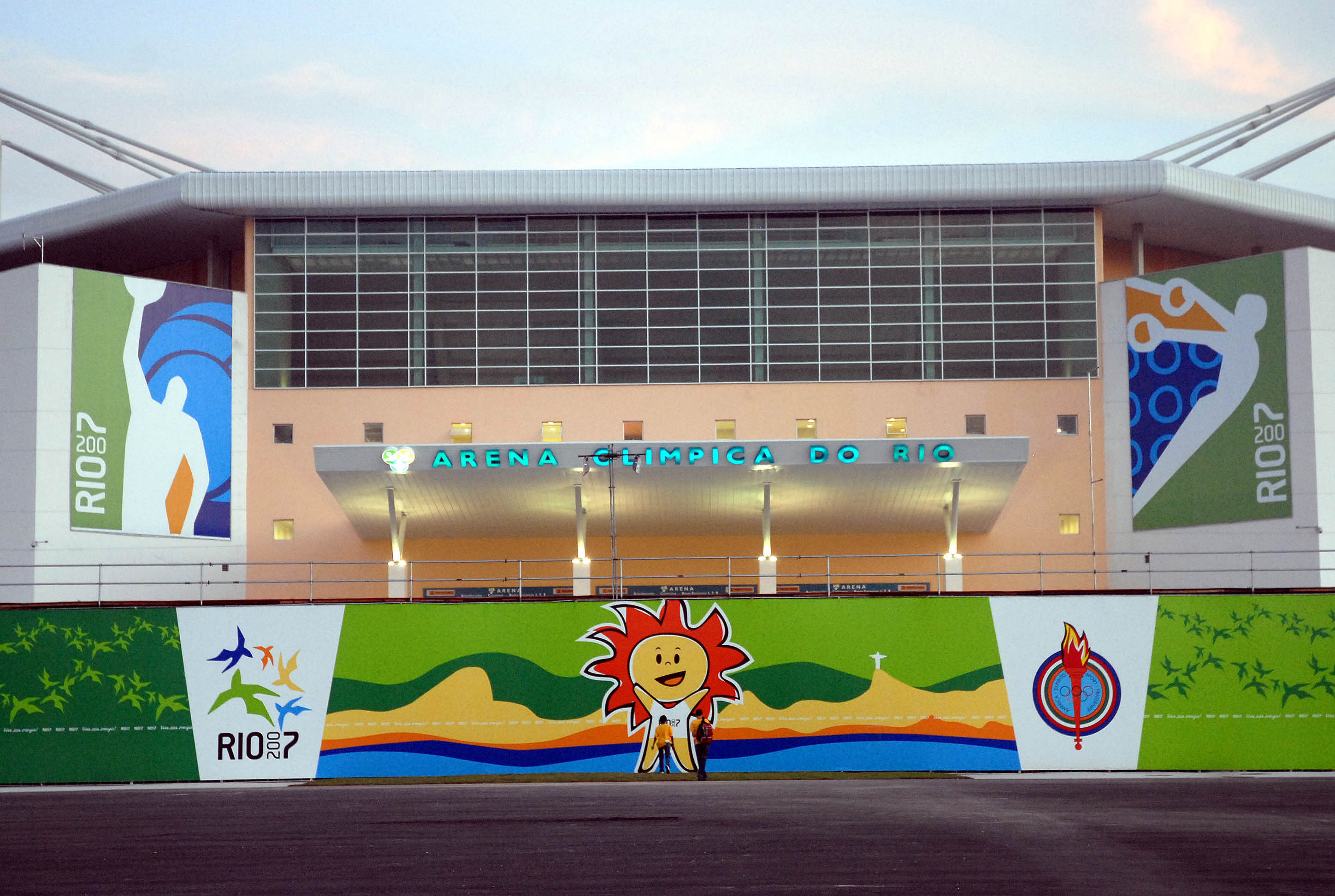
L'Arena Olímpica de Rio de Janeiro accueille les Championnats du monde 2007, théâtre du premier titre mondial de Teddy Riner.

En septembre 2007, il dispute cette fois les Championnats du monde se tenant à Rio de Janeiro au Brésil. Auparavant, en parallèle aux stages de préparation et aux sollicitations médiatiques de plus en plus nombreuses, il rejoint le Lagardère Paris Racing, nouvelle structure émanant de la fusion entre le Racing Club de France et le Paris judo, club où il évoluait jusqu'alors et qui avait, par le passé, repris la gestion du club de l'Aquaboulevard où il a commencé le judo,. Cette prolongation de contrat intervient alors que des pourparlers étaient avancés avec la ville de Levallois-Perret afin qu'il rejoigne le club local du Sporting Club Judo Levallois.
Dès le premier tour des mondiaux, Teddy Riner écarte le Japonais Kōsei Inoue, champion olympique et triple champion du monde en moins de 100 kg, nouveau venu dans la catégorie, sur un mouvement et une décision arbitrale contestés à quelques secondes du terme. Alors qu'Inoue attaque le premier et déséquilibre Riner, ce dernier le contre ; un yuko est d'abord attribué au Japonais mais finalement accordé au Français qui remporte le combat grâce à ce point. Après un parcours marqué par un succès par ippon sur Yury Rybak ou une victoire au golden score sur l'Allemand Tino Bierau, il affronte le Russe Tamerlan Tmenov en finale. D'abord pénalisé pour sa passivité, Riner revient sur un mouvement de hanche à valeur de waza-ari. Dix ans après son compatriote David Douillet, Teddy Riner devient le plus jeune champion du monde de l'histoire chez les hommes à presque 18 ans et demi. Ce succès permet l'octroi d'un quota de qualification à la France chez les poids lourds pour les Jeux olympiques prévus l'année suivante à Pékin. En toute fin d'année, après une période qui le voit répondre à diverses sollicitations médiatiques et conclure plusieurs contrats publicitaires, il est battu à trois reprises lors des Championnats de France par équipes, par Jean-Sébastien Bonvoisin, et lors de la Coupe Jigoro Kano, par Shiny Katabuchi et Yohei Takaï.

### Bronze olympique en 2008
L'année 2008 est marquée par les Jeux olympiques à Pékin en Chine. Dès son entame, le judoka renonce à défendre son titre continental à l'occasion des Championnats d'Europe prévus en avril au Portugal, préférant se ménager et rencontrer ses principaux concurrents, nippons notamment. Avant l'échéance olympique, il conquiert à Toulon début janvier son premier titre de champion de France élite en s'imposant en finale sur Pierre Robin. Quelques semaines après, il remporte le Tournoi de Paris. Après trois ippons et une victoire à la décision contre le Brésilien João Schlittler, il sort Kōsei Inoue, dont la participation aux prochains JO est conditionnée par une bonne performance, en finale de tableau. Contré sur un mouvement d'épaule durant le golden score, Inoue s'incline sur un koka, le plus maigre avantage. En finale, Teddy Riner vainc le Russe Alexander Mikhaylin, triple champion du monde, au bénéfice d'une décision arbitrale unanime après un combat fermé de 10 minutes. Ce succès précède un revers face au Japonais Yasuyuki Muneta, champion du monde en titre toutes catégories, à l'occasion du Tournoi de Hambourg ; un adversaire, favori pour la sélection nationale interne en poids lourds, que souhaitait affronter le Français dans le cadre de sa préparation. Battu en raison de deux pénalités (shido), il est repêché mais de nouveau défait, par le Néerlandais Grim Vuijsters (nl) pour la médaille de bronze.

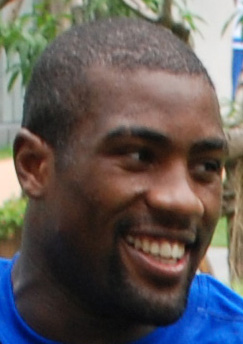
Teddy Riner en août 2008.

Outre trois tournois remportés, dont celui de Belo Horizonte au Brésil, Teddy Riner réalise plusieurs stages de préparation dont deux au Japon en mars, avant d'être au cœur du passage houleux de la flamme olympique à Paris en avril,, et début août. Quant à sa sélection pour les Jeux olympiques, elle est actée quelques jours après l'Euro. Sa préparation est par ailleurs animée par la rencontre faite du Japonais Satoshi Ishii, retenu pour représenter son pays en poids lourds aux Jeux aux dépens d'une large concurrence (Inoue, Muneta, Takai ou Katabuchi), en Normandie au mois de juin. Dans la dernière ligne droite de sa préparation, il se fait une frayeur à l'occasion d'un tournoi mineur en Slovénie où le Hongrois Barna Bor le met à terre en lui infligeant un waza-ari, finalement sans conséquence pour l'issue du combat.
Deux mois plus tard, lors du rendez-vous olympique, les deux favoris avec le Russe Tamerlan Tmenov n'ont pourtant pas l'occasion de s'affronter. Car si Ishii réalise un parcours sans faute jusqu'au gain de la médaille d'or, Teddy Riner est lui battu au troisième tour par l'Ouzbek Abdullo Tangriev. Après deux premiers tours inégaux (victoire au golden score contre le Tunisien Anis Chedly, ippon rapide contre le Kazakh Yeldos Ikhsangaliyev), il est en effet défait durant la prolongation de cinq minutes, pénalisé pour non-combativité alors qu'il peine à appliquer son judo sur un adversaire déjà rencontré, et aisément battu sur ippon, en décembre 2007 à la Coupe Jigoro Kano. Néanmoins repêché, il s'impose successivement contre Andreas Tölzer, João Schlittler et Lasha Gujejiani pour terminer troisième et obtenir la médaille de bronze, une performance qu'il juge décevante sur la forme, mais satisfaisante pour son âge, dix-neuf ans.
À l'orée de la nouvelle olympiade, Teddy Riner retrouve la compétition deux mois après le rendez-vous olympique lors des Championnats du monde juniors (une catégorie réservée aux moins de vingt ans) disputés à Bangkok en Thaïlande. Il y conserve son titre réalisant le premier enchaînement de titres mondiaux juniors-seniors-juniors. Cette victoire en précède une autre, en décembre, à l'occasion des Championnats du monde toutes catégories se tenant à Levallois-Perret. En finale, au jeu des pénalités, il bat le Russe Mikhaylin pour la deuxième fois d'affilée après le Tournoi de Paris en début d'année.

### Conquêtes mondiales
Après avoir fait l'impasse sur les Championnats de France, Teddy Riner remporte pour la deuxième année consécutive le Tournoi de Paris – en infligeant un ippon au Russe Alexander Mikhaylin en finale – désormais labellisé « Grand Chelem » avec trois autres tournois par la Fédération internationale qui instaure également un classement mondial calqué sur le fonctionnement du tennis professionnel. Blessé à l'entraînement quelques jours avant les Championnats d'Europe 2009 organisés à Tbilissi en Géorgie, il déclare forfait en raison d'une lésion musculaire au biceps droit. Cinq mois après l'étape parisienne, il retrouve la compétition en juillet lors des Jeux méditerranéens à Pescara en Italie où il remporte l'or devant une faible opposition. Auparavant ménagé afin de préparer un baccalauréat professionnel en micro-informatique – obtenu –, il défend avec succès son titre de champion du monde des poids lourds lors des Championnats du monde de Rotterdam aux Pays-Bas. Il atteint la finale en battant le champion d'Europe estonien Martin Padar avant de disposer, pour le titre, du Cubain Óscar Brayson aux pénalités,.

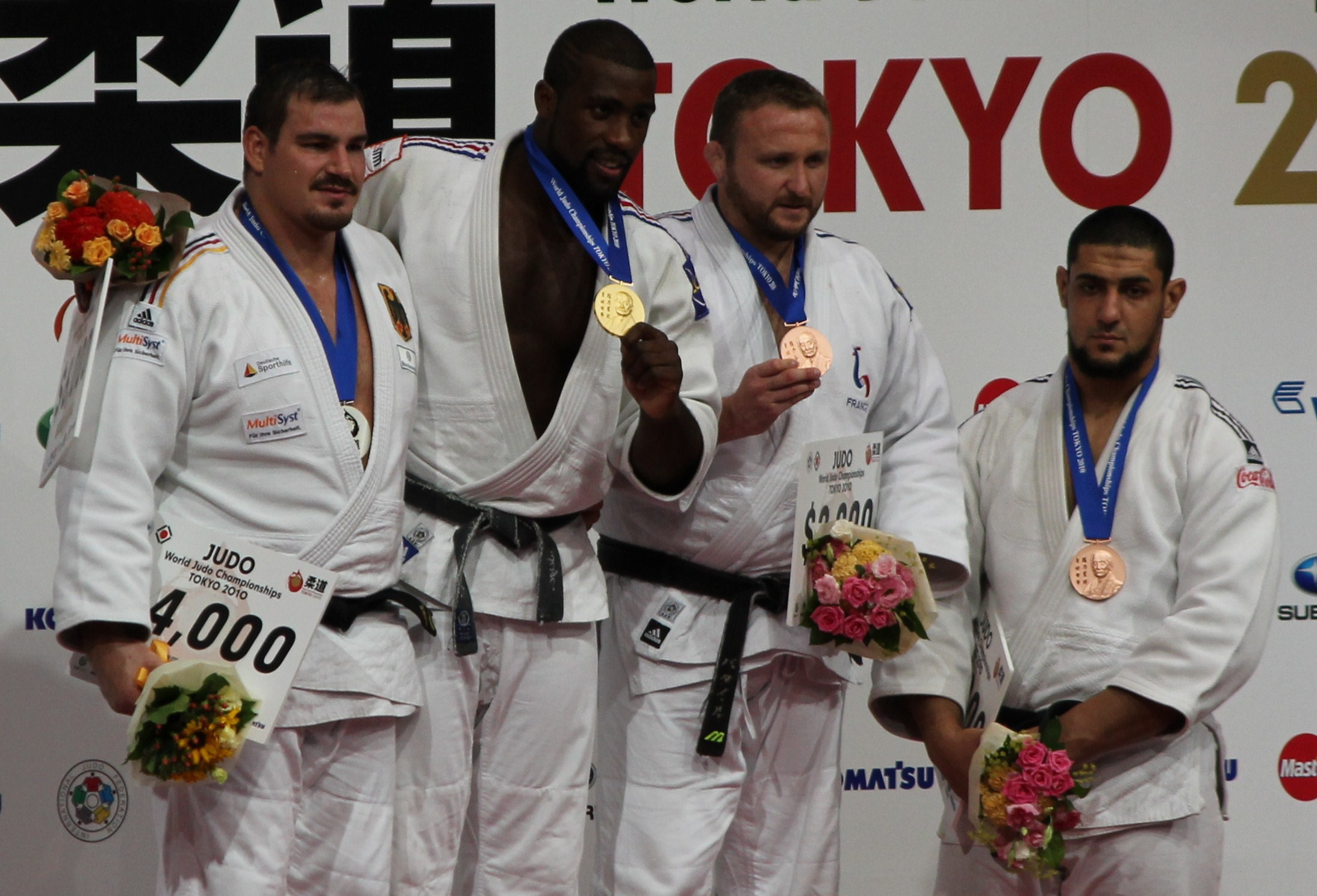
Podium des Championnats du monde 2010 organisés à Tokyo. Le Français, deuxième en partant de la gauche, y côtoie, de gauche à droite, l'Allemand Tölzer, son compatriote Bataille et l'Égyptien El Shehaby.

Transféré du Lagardère Paris Racing au Levallois Sporting Club Judo durant l'été, le judoka représente son nouveau club dès le mois d'octobre en Coupe d'Europe des clubs. Vainqueur avec ses partenaires des Néerlandais de Kenamju, dont son adversaire en poids lourds Dennis van der Geest, sept victoires à trois, Riner et Levallois atteignent la finale à quatre prévue début décembre à Abensberg en Allemagne. Après avoir obtenu le titre national avec le club altoséquanais, Levallois s'incline en finale européenne face aux Russes de Yawara Neva Saint-Pétersbourg huit à deux, Riner apportant les deux points à son équipe.

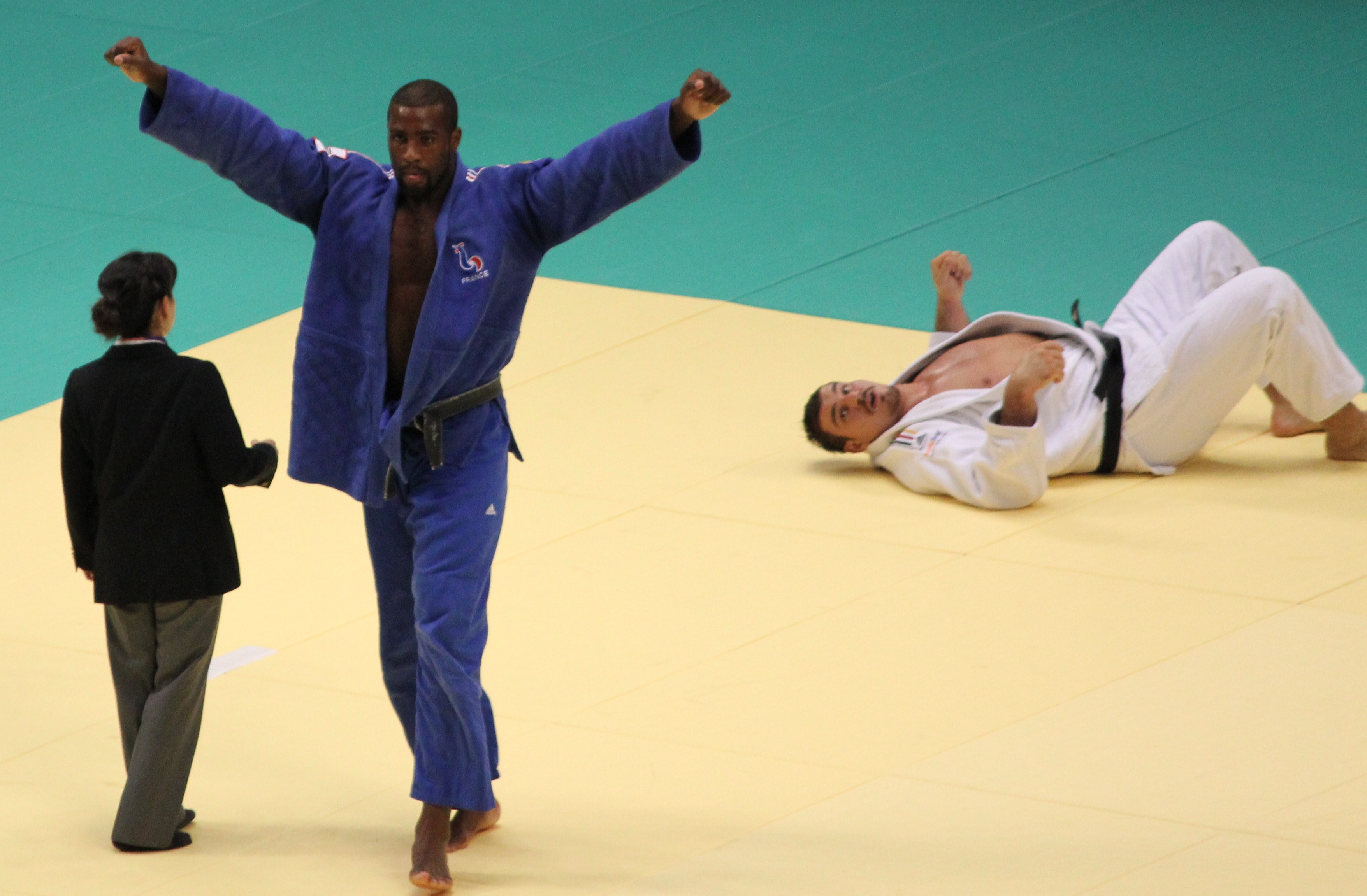
Teddy Riner (les bras levés, kimono bleu) célèbre sa victoire en finale des poids lourds aux Championnats du monde 2010 organisés à Tokyo sur l'Allemand Andreas Tölzer (allongé, kimono blanc).

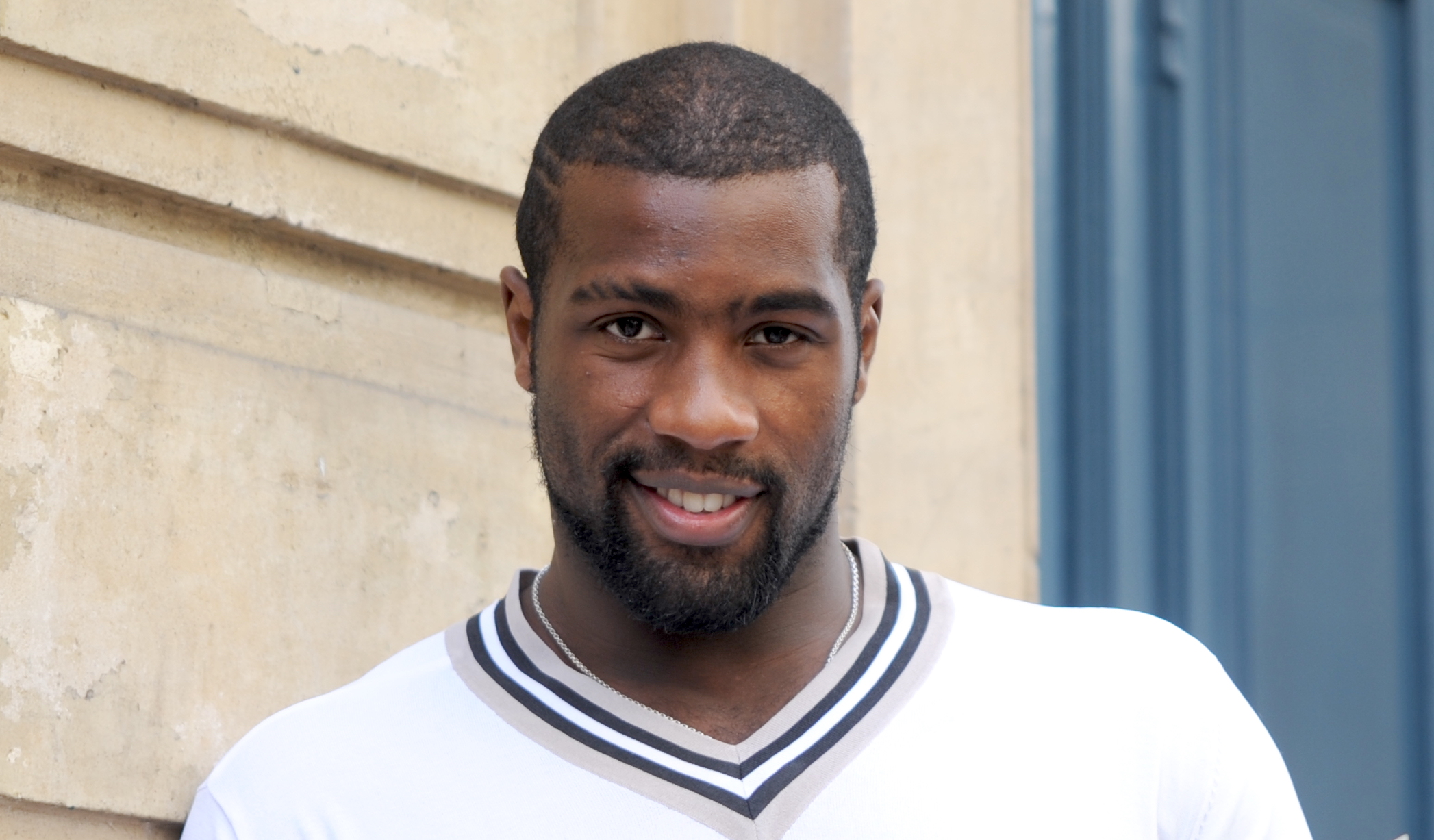
Teddy Riner, le 16 septembre 2010 à Paris.

Comme l'année précédente, Teddy Riner fait l'impasse sur les Championnats de France et les Championnats d'Europe en 2010 préférant limiter ses apparitions sur la scène internationale aux Championnats du monde prévus en septembre à Tokyo et avant cela au premier Masters mondial et au Tournoi de Paris en début d'année, un programme volontairement allégé afin de ne pas se dévoiler à ses adversaires. En Corée du Sud, à Suwon, le Français, leader du classement mondial depuis son titre planétaire, inaugure le palmarès du Masters, réunissant les seize meilleurs mondiaux, chez les poids lourds en dominant en finale le champion olympique 2004, le Japonais Keiji Suzuki. Quelques jours plus tard, il inscrit un troisième Tournoi de Paris à son palmarès avant de conduire l'équipe de France masculine en finale des Championnats d'Europe par équipes, lors de laquelle elle s'incline contre les Géorgiens malgré une journée parfaite de Riner. En compétition, seul un tournoi de Coupe du monde remporté à Lisbonne en juin rythme la préparation du judoka jusqu'aux Championnats du monde, désormais disputés annuellement, organisés à Tokyo en septembre. Une compétition dont l'enjeu pour Riner est le gain de ses quatrième et cinquième titres mondiaux, performance jamais réalisée par le passé. Aux mondiaux, d'abord en poids lourds, il réalise un parcours parfait d'abord marqué par quatre premiers tours conclus sur ippon avant, en demi-finale, d'être poussé au golden score par le Japonais Kazuhiko Takahashi (ja). Ce dernier ne tient que vingt secondes avant de subir un ippon sur une technique de sacrifice du Français. En finale, face à l'Allemand Andreas Tölzer, tombeur au tour précédent de Matthieu Bataille, il remporte le titre en marquant un yuko au golden score. Devant le public japonais, il conquiert son quatrième sacre mondial et égale au palmarès les Nippons Naoya Ogawa, Shōzō Fujii et Yasuhiro Yamashita, ainsi que son compatriote David Douillet. Plus encore, avec Yamashita et Douillet, il devient le troisième triple champion du monde parmi les poids lourds. Quelques jours plus tard, il ne transforme pas l'occasion de dépasser ces quatre sportifs puisqu'il est battu en finale par le local Daiki Kamikawa en toutes catégories. Sur la défensive durant les cinq premières minutes sans pour autant être mené au score, Kamikawa domine davantage durant le golden score et est désigné vainqueur aux drapeaux ; ce qui provoque la colère du Français contre l'arbitrage qu'il juge laxiste envers Kamikawa durant le temps réglementaire,. Médaillé d'argent, il subit sa première défaite depuis les Jeux olympiques de 2008, épilogue d'une série de quarante-quatre combats gagnés.
Victime d'une blessure musculaire à la cuisse lors de cette finale, il renonce aux compétitions de fin d'année comme les Championnats de France tenus à Boulazac, préférant se préserver pour le Masters mondial organisé début 2011 à Bakou. De retour à l'entraînement en novembre, il appréhende un nouvel entraînement partagé entre les tatamis de l'INSEP et ceux de son club de Levallois où un sparring-partner allemand, à la fois judoka et rugbyman, est engagé spécialement pour le faire travailler,.

### Cinquième titre
Quatre mois après son titre mondial, Teddy Riner lors du Masters mondial en Azerbaïdjan a l'occasion de valider sa nouvelle configuration d'entraînement puisqu'il s'y impose, profitant notamment du forfait en finale de son dauphin au classement mondial, l'Égyptien Islam El Shehaby. Quelques semaines plus tard, il prend sa revanche sur le Japonais Daiki Kamikawa, en finale du Tournoi de Paris. Comme lors de ses quatre précédents combats, il abrège le combat avant sa limite, par deux waza-ari à valeur de ippon. En avril, il s'aligne pour la première fois depuis 2007 aux Championnats d'Europe qui font halte à Istanbul en Turquie. Après des stages de préparation en Corée du Sud et dans les Alpes, il se teste donc sur la scène continentale, une campagne soldée par cinq victoires sur ippon en autant de combats, dont une dernière en finale contre le Hongrois Barna Bor, malgré un physique pas encore affûté avec 137 kg sur la balance, 9 kg au-delà de son poids de forme optimal. Trop esseulé, et malgré des victoires face à ses rivaux, il se pare d'argent le lendemain lors de l'épreuve par équipes, les siens chutant contre les Ukrainiens. Ce résultat peaufine la préparation du judoka qui se fixe comme objectif les Championnats du monde, organisés cette année à Paris au mois d'août. Il fait précéder cette compétition d'une ultime sortie lors des Championnats de France par équipes où Levallois s'impose et où il remporte ses cinq combats. C'est à cette occasion qu'il se blesse à l'auriculaire droit, affaibli par la désinsertion d'un tendon, ce qui l'éloigne des tatamis durant plusieurs semaines afin de le préserver contre toute aggravation.
Fin août au Palais omnisports de Paris-Bercy, les Mondiaux lui offrent une seconde occasion de remporter un cinquième titre planétaire historique. Épargné par le tirage au sort, il passe le premier tour contre le Brésilien Daniel Hernandes, écarte l'Allemand Robert Zimmermann, le Mongol Batsuuri Namsraijav et le Hongrois Bor avant de se qualifier pour la finale aux dépens du Sud-Coréen Kim Sung-min (en). À chaque fois vainqueur par ippon, il récidive en finale contre l'Allemand Andreas Tölzer qu'il avait déjà battu à ce niveau l'an passé à Tokyo. Et grâce à un mouvement de jambes, o-uchi-gari (fauchage intérieur), il obtient la cinquième médaille d'or mondiale de sa carrière qui le distingue des quadruples champions du monde Fujii, Yamashita, Ogawa et Douillet ; et fait de lui le premier quintuple champion du monde masculin de l'histoire du judo,. Le lendemain de cette performance, après avoir été préservé et remplacé avec succès par Matthieu Bataille lors des tours précédents, il offre le titre par équipes à ses coéquipiers en s'imposant lors d'un combat décisif contre le Brésilien Rafael Silva. C'est la première fois depuis 1994 que l'équipe de France masculine enlève cette compétition, ce qui permet à la France de terminer pour la première fois de façon officieuse en tête du tableau des médailles des Championnats du monde, traditionnellement dominé par le Japon.

### Jeux olympiques de Londres en 2012

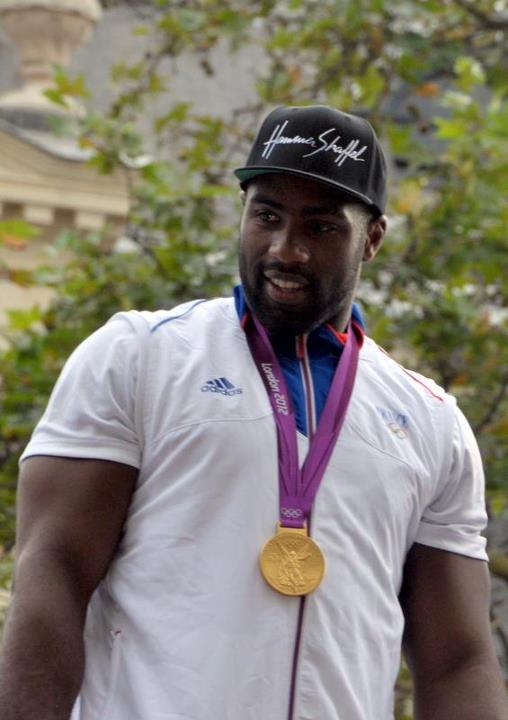
Teddy Riner au défilé des médaillés français des JO 2012.

Aux Jeux olympiques 2012, en catégorie des poids-lourds (+100 kg), Teddy Riner gagne contre le Polonais Janusz Wojnarowicz par pénalités en 16e de finale. En 8e de finale, il gagne contre le Tunisien Faïcel Jaballah avec un shido (pénalité) et ensuite par ippon sur uchi-mata. En quart de finale, il est opposé au Cubain Óscar Brayson et l'emporte sur immobilisation dans la dernière minute du combat. En demi finale, il est opposé au Coréen Kim Sung-Min et l'emporte par pénalités (3). Il remporte la finale face au russe Alexander Mikhaylin par Waza-ari à la suite de l'accumulation de trois pénalités.

### Sixième titre mondial en 2013
Le 27 avril 2013 à Budapest, Teddy Riner remporte son troisième titre de champion d'Europe après ceux de 2007 et 2011. En finale, diminué par une pubalgie, il domine le Géorgien Adam Okruashvili aux pénalités
et déclare : « Je suis content parce que combattre sur une jambe toute la journée, ce n'était pas facile. J'ai relevé le défi, même s'il n'y avait pas la manière aujourd'hui ». Il passe la suite du printemps et le début de l'été 2013 à soigner sa pubalgie, puis est victime en juillet d'une blessure à l'épaule qui retarde sa préparation pour les championnats du monde de Rio de Janeiro. Ce seront en tout treize semaines d'arrêt pour le judoka français. Lors des championnats du monde, le 31 août 2013 sur le tatami du Maracanazihno de Rio de Janeiro, Teddy Riner commence par dominer le Tadjik Mukhamadmurod Abdurakhmonov, disqualifié après avoir concédé quatre pénalités pour passivité, puis remporte tous ses combats suivants sur Ippon, renversant tour à tour le Biélorusse Aliaksandr Vakhaviak, le Cubain Óscar Brayson et le Géorgien Adam Okruashvili en demi-finale. En finale, Riner s'impose en fauchant sur o-soto-gari puis en immobilisant au sol le Brésilien Rafael Silva (classé no 1 mondial par la fédération internationale en raison du peu de combats disputés par Riner en 2013) après deux minutes de combat. Il remporte ainsi son 5e titre mondial consécutif chez les poids lourd, son record se montant désormais à six titres avec la couronne remportée en toutes catégories en 2008. Par ailleurs, le champion olympique 2012 gagne ici son 53e combat consécutif, sa dernière défaite remontant au 13 septembre 2010 et à la victoire sur décision du Japonais Daiki Kamikawa en finale des toutes-catégories des Mondiaux de Tokyo. Teddy Riner est élu à Rio président de la commission des athlètes de la Fédération internationale de judo

### Le record porté à huit titres en 2015
Aux Championnats du Monde de Tcheliabinsk le 30 août 2014, après 3 combats, il n'a passé que 2 minutes et 48 secondes sur le tatami : au 1er tour, il bat l'Israélien Or Sasson par ippon (o-soto-gari) en 49 secondes ; au 2e tour, il ne met que 37 secondes pour battre le Tchèque Michal Horak, par ippon également (uchi-mata), avant de se défaire en 1 minute 22 secondes du Russe Renat Saidov au 3e tour, toujours par ippon sur une immobilisation enchaînée après un Sutemi (technique de sacrifice). En demi-finale, il affronte le Brésilien Rafael Silva, premier mondial de la catégorie au classement de la Fédération internationale de judo, qu'il avait déjà battu en finale des précédents championnats du monde. Le combat dure 50 secondes et se termine encore une fois par ippon, sur un étranglement cette fois-ci. En finale, il est opposé au Japonais Ryu Shichinohe, 8e mondial, qui résiste jusqu'au bout des 5 minutes (jusqu'à faire chuter le Français sans toutefois marquer yuko), mais s'incline tout de même par 3 pénalités à zéro. Teddy Riner devient ainsi septuple champion du monde de judo. Avec sept titres mondiaux, déjà recordman chez les hommes, il le devient également tous sexes confondus en égalant le total de la judoka japonaise Ryōko Tani. Le lendemain, au 1er tour de l'épreuve par équipes, il remporte un nouveau combat par ippon face au Brésilien David Moura, demi-finaliste en individuel la veille, sur un enchaînement (uchi-mata)-immobilisation. L'équipe de France est éliminée par le Brésil trois victoires à deux, ne permettant pas à Teddy Riner d'enrichir son palmarès.
Également vainqueur lors des Championnats d'Europe de Montpellier en avril cette même année, ce sont les deux seules compétitions internationales que Teddy Riner dispute en 2014 entre différentes blessures. Il est toutefois présent aux championnats de France 2014 dans le Grand Dôme de Villebon-sur-Yvette où le 9 novembre, il remporte son troisième titre national (après 2008 et 2011) en gagnant tous ses combats par ippon jusqu'à la finale où il domine Cyrille Maret.
Par la suite, victime de plusieurs blessures au bras et au pied, Teddy Riner est absent des tatamis durant plus de six mois. Il dispute sa première compétition internationale de l'année 2015 le 24 mai au Masters de Rabat et la remporte en battant le Hongrois Barna Bor en finale sur Ippon. Le 29 août, lors des championnats du monde 2015 à Astana il s'impose par ippon dans tous ses combats jusqu'à la finale où il retrouve le Japonais Ryū Shichinohe pour remporter son huitième titre mondial, record absolu hommes et femmes confondus ; Teddy Riner marque waza-ari puis yuko à quelques secondes du terme. Il porte sa série d'invincibilité à 95 combats gagnés consécutivement depuis 2010.

### Jeux olympiques de Rio de Janeiro
Il est porte-drapeau de la délégation française lors de la cérémonie d'ouverture des jeux le 6 août 2016.
Aux Jeux olympiques 2016, en catégorie des poids-lourds (+100 kg), Teddy Riner gagne son 8e de finale contre l'Algérien Mohammed Amine Tayeb en 1 min 5 s de combat avec une immobilisation. En quart de finale, il est opposé au Brésilien Rafael Silva et l'emporte par waza-ari. En demi finale, il est opposé à l'Israélien Or Sasson et l'emporte dans un combat compliqué par un waza-ari. Il remporte la finale face au Japonais Hisayoshi Harasawa par accumulation de deux pénalités au terme d'un combat serré et gagne ainsi le deuxième titre olympique de sa carrière,,. Il étend sa série d'invincibilité à quatre-vingt dix-huit combats internationaux gagnés successivement depuis sa dernière défaite en 2010.
Riner déclare alors qu'il prendra sa retraite en 2020, pour les Jeux olympiques de Tokyo (symbolique, le Japon étant le pays fondateur du judo). Mais si la candidature de Paris (qu'il soutient ardemment, étant impliqué dans le projet) pour l'organisation des jeux olympiques d'été de 2024 aboutit, il terminera sa carrière à ce moment-là,.

### Neuvième et dixième titres mondiaux à Budapest et Marrakech, fin de carrière programmée à Paris en 2024
Teddy Riner ne dispute pas la moindre compétition entre son deuxième titre olympique à Rio le 12 août 2016 et le 2 septembre 2017 à Budapest où il se lance à la conquête d'un neuvième titre de champion du monde avec le rang de quatorzième mondial, et donc sans être tête de série. Il remporte tous ses combats sur ippon jusqu'à la demi-finale, en battant successivement l'Égyptien Maisara Elnagar, le Mongol Duurenbayar Ulziibayar, l'Équatorien Freddy Figuero et son vieux rival brésilien Rafael Silva en quart de finale. Ses victoires suivantes sont plus difficiles : elles sont obtenues au « golden score », en demi-finale face au Géorgien Guram Tushishvili où il passe près de la défaite et en finale où il s'impose devant le Brésilien David Moura en le renversant sur un sasae (blocage de la cheville) lors de la prolongation. Il remporte son neuvième titre de champion du monde et reste invaincu depuis 134 combats. En novembre 2017, il se rend à Marrakech pour les championnats du monde de judo toutes catégories 2017 et remporte son dixième titre mondial, le deuxième en toutes catégories.
Teddy Riner ne dispute aucun combat après son 10e titre mondial, et ne prend part à aucune compétition, ni en 2018, ni dans les six premiers mois de l'année 2019, déclarant se préparer pour les Jeux olympiques de Tokyo en 2020 où il veut réaliser l'exploit inédit de remporter une troisième médaille d'or chez les poids lourds : « Forcément, cette médaille d’or me tient à cœur, en 2020, car j’ai envie de réaliser ça, non pas à Paris, mais à Tokyo. Pour l’histoire de mon sport, pour moi et pendant que je suis encore capable de le faire. Je pourrais même devenir quadruple champion olympique, car il y a les Jeux olympiques par équipes mixtes, également. Si on arrive à le faire, ce serait quelque chose de grand  », déclare-t-il en août 2018. Il explique également qu'il a l'intention de continuer jusqu'aux Jeux de Paris en 2024. Il sera alors âgé de 35 ans. Après 20 mois sans compétition, Teddy Riner fait son retour sur les tatamis le 7 juillet 2019 lors du Grand prix du Québec à Montréal (Canada). il s'impose en finale face à Hisayoshi Harasawa au golden score (waza-ari) et porte sa série à 148 combats remportés d'affilée depuis septembre 2010.
Afin de se faire une place dans le classement olympique de sa catégorie (les dix-huit premiers seront directement qualifiés pour les Jeux de Tokyo 2020), alors qu'il pointe début octobre 2019 au 36e rang, Teddy Riner reprend la compétition le 8 octobre dans le tournoi Grand Slam de Brasilia où il remporte le titre et sa 152e victoire consécutive, en battant David Moura par Ippon après 20 secondes de combat en finale. Il devait enchaîner fin octobre sur le tournoi d'Abou Dabi puis combattre à Perth début novembre, mais il renonce en raison d'une blessure au plexus.
Le 9 février 2020, après 154 victoires consécutives dont les deux dernières ce même jour, Teddy Riner perd son premier combat depuis 2010 lors du Grand Chelem à Paris contre le Japonais Kokoro Kageura.
Le 3 octobre 2020, Teddy Riner perd un autre combat lors des Championnats de France par équipes à Brest. Lors du 5e et dernier combat des quarts de finale, après 3 pénalités contre lui, il perd contre Joseph Terhec (Sucy judo). Le PSG Judo est, par conséquent, éliminé.

### Jeux olympiques de Tokyo 2020
Début 2021, afin d'être au mieux pour les Jeux de Tokyo 2020 qui commencent le 23 juillet 2021, Teddy Riner opère de grands changements dans sa préparation, y compris une partie de son staff.
Le 13 janvier 2021, pour son retour à la compétition internationale, Teddy Riner gagne une nouvelle médaille d'or aux Masters mondial de judo de Doha.
Le 22 juillet 2021, France 2 diffuse un documentaire inédit, intitulé Teddy Riner, la quête, qui révèle que le Français s'est blessé au genou droit (ligament postérieur) en février 2021 lors d'un stage d'entraînement au Maroc, ce qui lui a valu deux mois d'arrêt complet durant sa préparation,.
Le même jour, a lieu le tirage au sort des tableaux de judo pour les Jeux de Tokyo 2020 : son 1er combat aura lieu le vendredi 30 juillet 2021 (début de la compétition à 4 h française) contre l'Autrichien Stephan Hegyi,,.
Le 30 juillet 2021, après avoir battu Stephan Hegyi en 16e de finale, puis l’Israélien Or Sasson en 8e de finale, à 5 h 55 (heure française), Teddy Riner s'incline en quarts de finale contre le no 1 mondial russe Tamerlan Bashaev au golden score,. Teddy Riner l'avait battu lors de leur premier combat à Doha le 13 janvier 2021. Il s'adjuge ensuite la médaille de bronze en battant successivement Rafael Silva sur Ippon, puis Hisayoshi Harasawa aux pénalités, faisant en sortant du tatami le signe « 4 » avec sa main, puisqu'il s'agit de son quatrième podium olympique. Il déclare alors : « Je suis quand même content, c'est ma quatrième médaille olympique, à 32 ans. Je le dis souvent aux jeunes, durer c'est difficile. Gagner une fois c'est bien, le faire longtemps c'est autre chose » et se projette sur les quarts de finale de la compétition par équipes mixtes qui a lieu le 31 juillet. Alors que le Japon n'avait jamais perdu cette épreuve aux championnats du monde, laquelle est inscrite pour la première fois aux Jeux olympiques, la France la domine en finale 4 victoires à 1. L'équipe, qui a battu Israël en quarts de finale (4-3), puis les Pays-Bas en demi-finale (4-0), est constituée pour la médaille d'or face au pays hôte (qui aligne quatre champions olympiques) dans son « temple » du Nippon Budokan, de Clarisse Agbegnenou, Romane Dicko, Axel Clerget, Sarah-Léonie Cysique, Guillaume Chaine (qui n'a pas besoin de combattre en finale) et Teddy Riner qui gagne tous ses combats tour après tour. Il remporte ainsi son troisième titre olympique et monte sur son cinquième podium aux Jeux.

### Onzième titre mondial en 2023
Avec comme objectif sa cinquième et dernière participation aux Jeux olympiques, à Paris 2024, Teddy Riner fait son retour sur la scène internationale au Grand Slam de Budapest le 10 juillet 2022, un an après ses deux podiums olympiques à Tokyo. Il s'impose en finale par ippon face au Néerlandais Jelle Snippe en moins de 40 secondes. Il se blesse ensuite à la cheville lors d'un stage au Maroc et doit déclarer forfait pour les championnats du monde 2022 en Ouzbékistan qui ont lieu en octobre. Le triple champion olympique français reprend la compétition au Grand Slam de Paris le 5 février 2023. Il s'impose pour la septième fois (mais pour la première fois depuis 2013) sur le tatami de l'Accor Arena de Bercy en battant en finale le Japonais Ota Hyoga aux pénalités.
Classé au 18e rang mondial quand il se présente le 13 mai sur le tatami à Doha pour disputer les championnats du monde 2023, Teddy Riner doit passer par un tour préliminaire. Il gagne tous ses combats dans la difficulté, son huitième et son quart de finale allant au golden score, avant de renverser par harai-goshi le n°1 mondial de sa catégorie + 100 kg, Temur Rakhimov au bout de 27 secondes en demi-finale. En finale, il affronte le Russe concourant sous bannière neutre Inal Tasoev. Leur affrontement va au Golden Score et au terme de 7 minutes et 42 secondes au cours desquelles il manque de perdre le combat,, le judoka français remporte son onzième titre mondial, le premier depuis 2017, en obtenant waza-ari après avoir utilisé uki-waza, une « technique de sacrifice », qu'il surnomme le « pourri-waza » pour renverser son adversaire. Le 9 juin, l'IJF décide d'attribuer également une médaille d'or à Inal Tasoev,.

### Jeux olympiques de Paris 2024
En novembre 2023, la Fédération française de judo annonce la sélection de Teddy Riner pour les Jeux olympiques de Paris.
Le 4 février 2024, Teddy Riner remporte pour la huitième fois le Grand Slam de Paris,. Il s'impose en finale, sur waza-ari, contre le Sud-Coréen Kim Min-jong à l'Accor Arena,. Le 31 mars, il gagne le Grand Slam d'Antalya, sur waza-ari, aux dépens du Japonais Tatsuru Saito.
Le 5 mai, il gagne le Tournoi de Douchanbé (en) aux dépens du Tadjik Temur Rakhimov et engrange 1 000 points. Quatrième au classement olympique avant les championnats du monde 2024 disputés courant mai avec un nombre de points qui lui semble suffisant pour être dans les huit têtes de série aux Jeux, ce qui lui éviterait d'y disputer un tour préliminaire, il décide de ne pas participer à ces Mondiaux pour privilégier sa préparation olympique. Il remporte en juin l'open de Marrakech puis l'open de Madrid, ajoutant ainsi 200 points au classement olympique où il est désormais sixième,.
Le 2 août, il gagne un nouveau titre de champion olympique aux Jeux olympiques de Paris en battant sur ippon en finale le Coréen Kim Min-jong. Il devient le deuxième judoka de l'histoire à remporter trois titres olympiques en individuel, après le Japonais Tadahiro Nomura. Le lendemain, lors de la finale de l'épreuve par équipes, il domine une première fois Tatsuru Saito, ce qui ramène la France à 1-2 contre le Japon. Au terme des six combats, les deux pays sont à égalité 3-3. Un tirage au sort détermine que le combat permettant de départager les deux pays est un nouvel affrontement Riner-Saito. Riner s'impose à nouveau par Ippon, permettant à la France de conserver le titre olympique obtenu à Tokyo dans cette épreuve.
En décembre, Riner reprend la compétition à l'occasion de la finale de la Ligue des champions avec son club du Paris Saint-Germain. Son succès contre Andy Granda contribue à la victoire de son club dans cette compétition contre l'Étoile rouge de Belgrade (4-0).
En février 2025, Riner figure dans la sélection française annoncée en vue des championnats du monde. Trois mois plus tard, il renonce à y prendre part, indiquant que ses « sensations ne sont pas encore à 100 % ».

## Style
Teddy Riner mesure 2,04 m et pèse environ 141 kg,. Toutefois, malgré son gabarit, il a une morphologie atypique pour un lourd, ayant plus une allure de lourd-léger.
Droitier, il éprouve des difficultés face aux gauchers comme l'attestent quatre des cinq défaites qu'il enregistre entre décembre 2007 et février 2008, face à des gauchers — Jean-Sébastien Bonvoisin, Shinya Katabuchi, Yohei Takaï et Yasuyuki Muneta —, lors de combats marqués par d'intenses luttes de kumi-kata. Lors des Jeux, sa défaite en quart de finale contre l'Ouzbek Abdullo Tangriev, lui aussi gaucher, illustre ses difficultés à appliquer des attaques sur la gauche. Kokoro Kageura, également gaucher, parvient à contrer Teddy Riner avec uchi mata sukashi et mettra fin à sa série de 154 victoires en 2020.
Avant les championnats du monde de judo de 2011, Teddy Riner misait surtout sur les techniques o-soto-gari et harai-goshi. Lors de cette compétition, il a montré que sa palette de techniques s'était élargie, gagnant notamment par ippon sur uchi-mata ou encore sur o-uchi-gari en finale face à l'Allemand Andreas Tölzer.

## Image médiatique et revenus

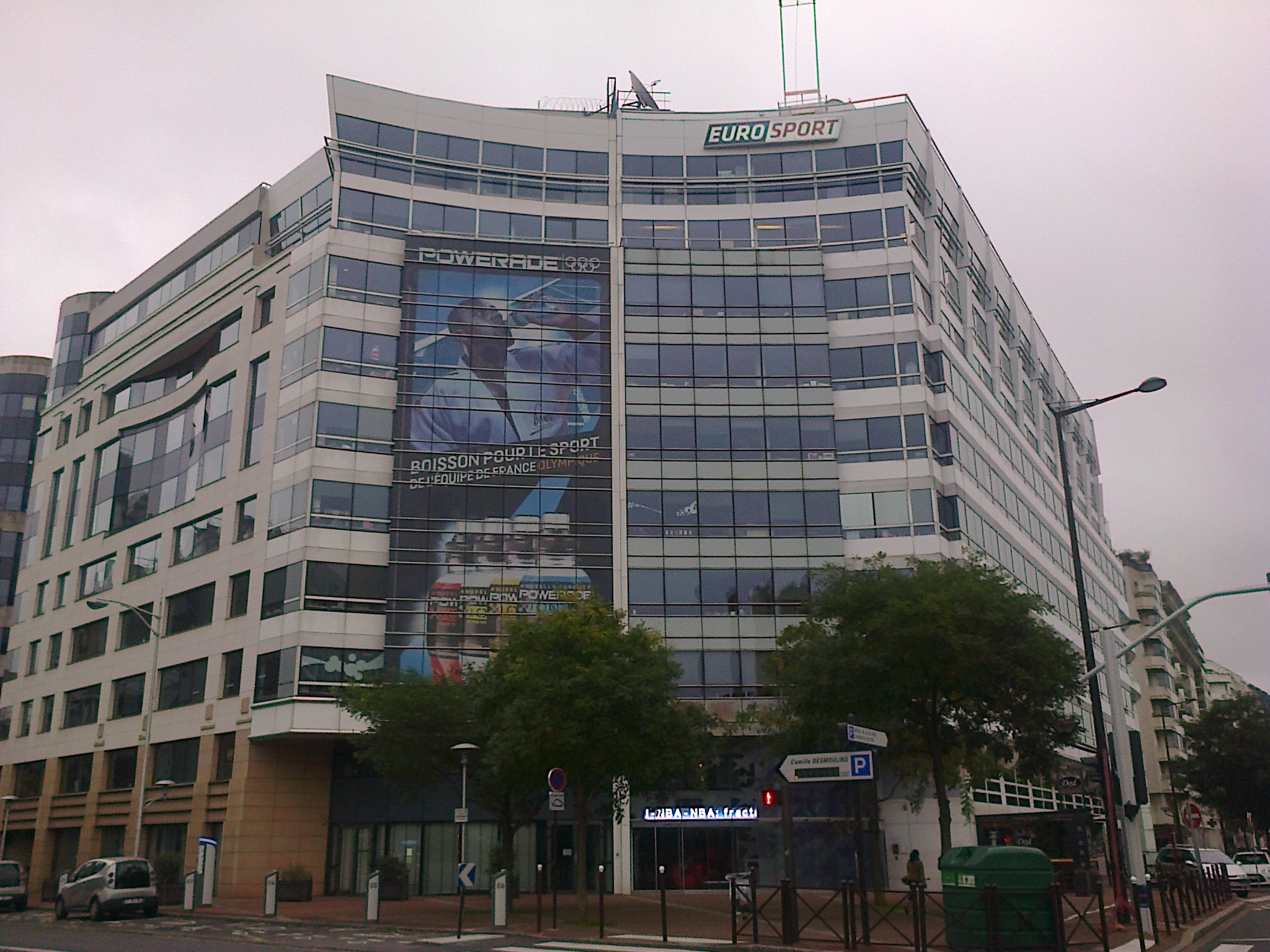
Affiche géante de Teddy Riner sur le siège de la chaîne de télévision Eurosport France à Issy-les-Moulineaux en novembre 2012

Dès 2006 et son titre planétaire en junior, Teddy Riner est sollicité par des marques souhaitant lui associer leur image. Son titre européen dans la catégorie élite accélère l'intérêt des médias et d'entreprises diverses, un phénomène accentué après son titre planétaire en fin d'année 2007. Comme d'autres sportifs français de haut niveau, il prête ainsi son image à la marque de biscuiterie Brossard dans le cadre d'un contrat de 35 000 euros signé en 2008, année olympique. Les deux premiers équipementiers sportifs mondiaux, Nike et Adidas, tentent elles aussi de convaincre le judoka qui se lie finalement au second après d'intenses négociations,. Pour 80 000 euros par an et jusqu'aux Jeux olympiques d'été de 2012, bonus non compris, le judoka représente donc la marque allemande déjà liée au sport olympique français par le biais du CNOSF. À ce titre, en cette année 2008, il signe également un partenariat avec l'entreprise de services numériques Atos, alliée au mouvement olympique français et intéressée par la formation informatique du sportif. Début 2011 et durant l'été 2011, Cofely, partenaire de la FFJ, et Powerade, partenaire olympique, rejoignent le cercle fermé des marques associées au judoka. Pour l'année 2009, ses revenus sont estimés à 300 000 €.
Depuis juillet 2012, Teddy Riner est le parrain de l'Institut des maladies génétiques Imagine, un institut qui développe les liens entre la recherche et les soins dans le but de trouver de nouvelles solutions thérapeutiques pour les maladies génétiques. En tant que parrain, il se mobilise pour lever des fonds et apporter des moyens supplémentaires à la recherche et aux soins. Il soutient également les enfants dans leur combat contre la maladie, notamment lors de rencontres.
Début 2013, il s'associe à la société Cloudwatt dans le cadre d'un contrat de cinq ans, ajoutant un acteur non lié directement au sport à son portefeuille de clients souhaitant utiliser son image pour assurer leur communication publicitaire.
S'il est conseillé depuis toujours par son père, Moïse Riner, un petit cercle d'influence gravite autour du sportif.
Son image auprès des médias est travaillée depuis 2007. Depuis cette année et le gain de premiers titres internationaux majeurs, il dispose d'un contrat attitré avec l'agence de photographie DPPI dont il est l'unique client sportif de haut niveau, en échange de 50 % des gains générés par les clichés distribués. Après avoir confié la gestion de cette image à Stéphane Traineau après les Championnats d'Europe 2007, Teddy Riner se tourne vers la femme de David Douillet, Valérie Douillet, qui prend la direction d'une société – Daval Consulting – spécialement créée afin de gérer l'image du judoka auprès des médias après son premier titre mondial. Cette même entreprise, qui se voit plus tard confier officiellement les intérêts de toute l'équipe de France de judo à l'issue d'un appel d'offres lancé par la fédération, est l'objet de soupçons de conflits d'intérêts réfutés par le couple Douillet,.
Dès lors, écarté alors qu'il est en mauvais termes avec la Fédération française de judo qui l'a remercié de son poste de directeur du haut niveau national en 2005, Stéphane Traineau s'interroge « sur un système entièrement contrôlé par les mêmes personnes ». L'association entre les Douillet et le clan Riner se termine après les Jeux olympiques de 2008. En 2010 débute un partenariat avec l'agence de communications Blanco Negro dirigée par Laurence Dacoury, femme de l'ancien basketteur Richard Dacoury, qui gère les apparitions du judoka en dehors du cadre sportif.
En juin 2009, Teddy Riner quitte l'écurie dans laquelle il évoluait depuis l'été 2007, signant un contrat de quatre années auprès du Levallois Sporting Club Judo, il y touche alors un salaire mensuel supérieur à 7 000 euros, malgré une proposition supérieure, avoisinant les 10 000 €, du Lagardère Paris Racing. En 2012, ses revenus ont dépassé 1,5 million d’euros. Sa rémunération au Levallois Sporting Club (LSC) atteint 429 293 euros en 2013.
Concerné par l’imposition à 75 % des revenus dépassant le million d’euros par an, Teddy Riner s’exprime dans Le Parisien du 23 avril 2013 pour dire qu’il trouve qu’il paie trop d’impôts. Il déclare ensuite dans l’émission sportive Stade 2, le 5 mai 2013 : « 75 % d’impôts ! Comment on peut s’en sortir ? C’est super difficile ! On est d’accord, un million d’euros c’est bien, mais la vie est chère quand-même ! ». Ces propos suscitent la polémique alors qu'il doit sa formation d'athlète de haut niveau au Centre Régional Jeunesse et Sport (CRJS) de Petit-Couronne, financé quasi intégralement par l'argent public.
Malgré son important palmarès, Teddy Riner s'est parfois attiré les critiques de plusieurs personnalités, tel Marius Vizer, le président de la Fédération internationale de judo (FIJ), en raison de son attitude parfois peu respectueuse de l'arbitrage et de ses adversaires. Le Français, critiqué pour ses démonstrations de joie trop ostensibles, a par la suite rencontré Marius Vizer en novembre 2011. Cette rencontre a donné lieu à la publication d’un communiqué commun dans lequel est exprimé « le nécessaire contrôle des émotions dont un champion doit faire preuve ».
En août 2017, il signe au Paris Saint-Germain qui ouvre une nouvelle section judo.

## Vie privée
Avec sa compagne Luthna Plocus, il est père d'un garçon, Eden, né le 1er avril 2014 et d'une fille, Ysis, née en septembre 2018. Il est le cousin du chanteur Doc Gynéco.
Il a une passion pour la musique et aime écouter du reggae et du Hip-hop. Il a une peur bleue des insectes, des serpents et des araignées.

### Scolarité

#### Secondaire
Élève au collège Louis-Pasteur à Petit-Couronne en Seine-Maritime, il bénéficie de l'internat de l'Archipel, au CRJS (Centre régional jeunesse et sport).
Il étudie un temps au lycée Marcelin-Berthelot de Saint-Maur-des-Fossés.
En 2009, il obtient un baccalauréat professionnel (section micro-informatique), alors qu'il était sponsorisé par Atos.

#### Supérieur
De 2011 à 2015, il suit un cursus à Sciences Po, dans le cadre du Certificat de formation pour les sportifs de haut-niveau.

## Grade et palmarès
- Grade : ceinture noire (blanc et rouge) 6e dan[178].

### Principales victoires
| Année | Compétition                             | Lieu             | Résultat | Catégorie          |
| ----- | --------------------------------------- | ---------------- | -------- | ------------------ |
| 2006  | Championnats d'Europe juniors           | Tallinn          | 1er      | Plus de 100 kg     |
| 2006  | Championnats du monde juniors           | Saint-Domingue   | 1er      | Plus de 100 kg     |
| 2007  | Championnats d'Europe                   | Belgrade         | 1er      | Plus de 100 kg     |
| 2007  | Championnats du monde                   | Rio de Janeiro   | 1er      | Plus de 100 kg     |
| 2008  | Jeux olympiques                         | Pékin            | 3e       | Plus de 100 kg     |
| 2008  | Championnats du monde juniors           | Bangkok          | 1er      | Plus de 100 kg     |
| 2008  | Championnats du monde toutes catégories | Levallois-Perret | 1er      | Toutes catégories  |
| 2009  | Championnats du monde                   | Rotterdam        | 1er      | Plus de 100 kg     |
| 2010  | Championnats du monde                   | Tokyo            | 1er      | Plus de 100 kg     |
| 2010  | Championnats du monde                   | Tokyo            | 2e       | Toutes catégories  |
| 2011  | Championnats d'Europe                   | Istanbul         | 1er      | Plus de 100 kg     |
| 2011  | Championnats du monde                   | Paris            | 1er      | Plus de 100 kg     |
| 2012  | Jeux olympiques                         | Londres          | 1er      | Plus de 100 kg     |
| 2013  | Championnats d'Europe                   | Budapest         | 1er      | Plus de 100 kg     |
| 2013  | Championnats du monde                   | Rio de Janeiro   | 1er      | Plus de 100 kg     |
| 2014  | Championnats d'Europe                   | Montpellier      | 1er      | Plus de 100 kg     |
| 2014  | Championnats du monde                   | Tcheliabinsk     | 1er      | Plus de 100 kg     |
| 2015  | Championnats du monde                   | Astana           | 1er      | Plus de 100 kg     |
| 2016  | Championnats d'Europe                   | Kazan            | 1er      | Plus de 100 kg     |
| 2016  | Jeux olympiques                         | Rio de Janeiro   | 1er      | Plus de 100 kg     |
| 2017  | Championnats du monde                   | Budapest         | 1er      | Plus de 100 kg     |
| 2017  | Championnats du monde toutes catégories | Marrakech        | 1er      | Toutes catégories  |
| 2021  | Jeux olympiques                         | Tokyo            | 3e       | Plus de 100 kg     |
| 2021  | Jeux olympiques                         | Tokyo            | 1er      | Par équipes mixtes |
| 2023  | Championnats du monde                   | Doha             | 1er      | Plus de 100 kg     |
| 2024  | Jeux olympiques                         | Paris            | 1er      | Plus de 100 kg     |
| 2024  | Jeux olympiques                         | Paris            | 1er      | Par équipes mixtes |

### IJF World Tour
Voici listées les principales performances de Teddy Riner sur les compétitions intégrées au IJF World Tour et organisées par la Fédération internationale de judo qui, selon son classement individuel par catégories, identifie le judoka numéro 1 mondial chez les poids lourds (plus de 100 kg).

#### Championnats du monde
- Médaille d'or aux championnats du monde + 100 kg 2023 à Doha
- Médaille d'or aux championnats du monde toutes catégories 2017 à Marrakech.
- Médaille d'or aux championnats du monde + 100 kg 2017 à Budapest.
- Médaille d'or aux championnats du monde + 100 kg 2015 à Astana.
- Médaille d'or aux championnats du monde + 100 kg 2014 à Tcheliabinsk.
- Médaille d'or aux championnats du monde + 100 kg 2013 à Rio de Janeiro.
- Médaille d'or aux championnats du monde + 100 kg 2011 à Paris.
- Médaille d'or aux championnats du monde + 100 kg 2010 à Tokyo.
- Médaille d'argent aux championnats du monde toutes catégories 2010 à Tokyo.
- Médaille d'or aux championnats du monde + 100 kg 2009 à Rotterdam.
- Médaille d'or aux championnats du monde toutes catégories 2008 à Levallois.
- Médaille d'or aux championnats du monde + 100 kg 2007 à Rio de Janeiro.

#### Championnats d'Europe
- Médaille d'or aux championnats d'Europe + 100 kg 2016 à Kazan.
- Médaille d'or aux championnats d'Europe + 100 kg 2014 à Montpellier.
- Médaille d'or aux championnats d'Europe + 100 kg 2013 à Budapest.
- Médaille d'or aux championnats d'Europe + 100 kg 2011 à Istanbul.
- Médaille d'or aux championnats d'Europe + 100 kg 2007 à Belgrade.

#### Jeux olympiques
- Médaille d'or aux Jeux olympiques de Paris en 2024.
- Médaille de bronze aux Jeux olympiques de Tokyo en 2021.
- Médaille d'or aux Jeux olympiques de Rio de Janeiro en 2016.
- Médaille d'or aux Jeux olympiques de Londres en 2012.
- Médaille de bronze aux Jeux olympiques de Pékin en 2008.

#### Par équipes
Jeux olympiques
- Médaille d'or en mixte aux Jeux olympiques de Paris en 2024.
- Médaille d'or en mixte aux Jeux olympiques de Tokyo en 2021.

Championnats du monde
- Médaillé de bronze lors des Championnats du monde 2017 à Budapest (Hongrie).
- Médaillé d'or lors des Championnats du monde 2011 à Paris (France).

Championnats d'Europe
- Médaille de bronze aux Championnats d'Europe 2014 à Montpellier (France).
- Médaille d'argent aux Championnats d'Europe 2011 à Istanbul (Turquie).
- Médaille d'argent aux Championnats d'Europe 2010 à Vienne (Autriche).

#### Masters mondial de judo
- 4 victoires en plus de 100 kg ( en 2010 à Séoul,  en 2011 à Bakou,  en 2015 à Rabat,  en 2021 à Doha).

#### Grand Chelem
- 9 podiums au Tournoi de Paris, 8 titres dont 6 consécutifs ( en 2007,  en 2008,  en 2009,  en 2010,  en 2011,  en 2012,  en 2013,  en 2023,  en 2024).
- 1 podium au Tournoi de Hambourg ( en 2007).
- 1 podium au Tournoi de Brasilia, 1 titre ( en 2019).
- 1 podium au Tournoi de Budapest, 1 titre ( en 2022).
- 1 podium au Tournoi d'Antalya, 1 titre ( en 2024).
- 1 podium au Tournoi de Douchanbé, 1 titre ( en 2024).

### Championnats de France individuels
- Médaille d'argent en plus de 100 kg en 2007.
- Médaille d'or en plus de 100 kg en 2008, 2011, 2014 et 2015.

### Championnats par équipes de club
- Médaille de bronze au championnat de France par équipes avec le Lagardère Paris Racing en 2007.
- Champion de France par équipes avec le Levallois Sporting Club Judo en 2009 et 2011.
- Finaliste de la Ligue des champions avec le Levallois Sporting Club Judo en 2009.
- Vainqueur de la Ligue des champions avec le Levallois Sporting Club Judo en 2011.
- Vice-champion de France avec le Levallois Sporting Club Judo en 2016.
- Médaille de bronze au championnat de France par équipes avec le PSG Judo en 2021.
- Champion de France par équipes avec le PSG Judo en 2022 et 2023.
- Vainqueur de la Ligue des champions avec le Paris Saint-Germain en 2024.

## Décorations
- Officier de la Légion d'honneur (décret du 8 septembre 2021) (Chevalier en 2013)[179]
- Commandeur de l'ordre national du Mérite (2024) (Chevalier en 2009 puis officier en 2016)[180]

## Honneurs et distinctions
- Prix François Lafon de l'Académie des sports, récompensant « un jeune sportif français aux performances annonciatrices d‘une carrière sportive prometteuse et digne d’encouragement », en 2007[181],[182]
- Kimono d'or, décerné par la Fédération française de judo et récompensant le meilleur judoka de l'année écoulée, en 2007[183], 2008[184], 2009[185] et 2016.
- Élu Judoka de l'année par le magazine L'Esprit du Judo en 2011, 2012[186] et 2013[187] (le jury est formé d’experts du Judo, de journalistes et de lecteurs du magazine)
- Sportif français de l'année 2011, élu par les auditeurs du groupe Radio France, le 8 janvier 2012.
- Élu sportif de l'année 2012 par les lecteurs du magazine GQ[188]
- Champion des champions français par L'Équipe en 2012, 2016 et 2017 (2e en 2011, 3e en 2010)
- Sportif d'outre-mer de l'année 2013[189]
- Élu Héros sportif de l'année aux côtés d'Alex Zanardi lors des SportAccord Euronews Awards 2015[190].
- Sportif français de l'année par les membres de la rédaction d'Eurosport en 2016[191].
- Récompensé par l'union européenne de Judo comme meilleur athlète européen de l'année, lors de la soirée de clôture des championnats d’Europe 2018[192].
- Élu sportif de la décennie par le magazine GQ en 2018[193],[194]
- Sportif préféré des Français 2021[195]
- Nommé plus beau ippon de l’année 2024 aux IJF Awards[196]

## Hommage en musique
Le nom de Teddy Riner est cité dans plusieurs chansons :
- 2011 : Teddy Riner de Soprano[197]
- 2012 : À plumes ouvertes de Soprano[198]
- 2012 : A plumes ouvertes de R.E.D.K[199]
- 2014 : Le Judoka de Saint André[200]
- 2014 : Winner de Jul[201]
- 2015 : LVMH de Booba
- 2016 : En feu de Soprano
- 2016 : Com’dab de Dj Kayz feat Naza et KeBlack[202]
- 2019 : Les gens de Christophe Maé[203]
- 2021 : Yeah hoe de Hayce Lemsi[204]

## Postérité

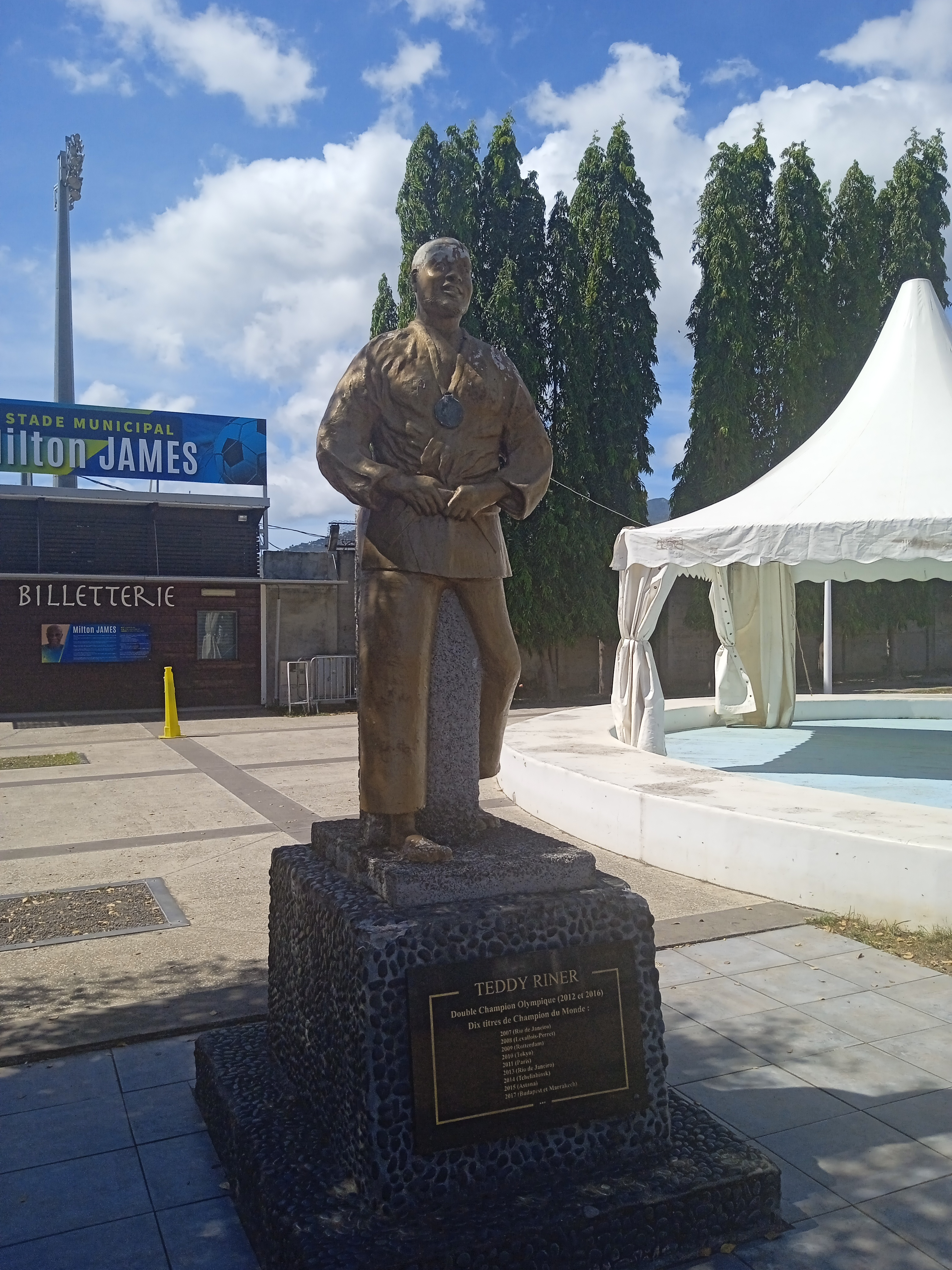
Statue en l'honneur de Teddy Riner à Vieux-Habitants.

Le 11 février 2013, la statue de cire de Teddy Riner fait son entrée au Musée Grévin.
Le 27 août 2018, une statue le représentant est inaugurée et le nom de Teddy Riner est donné à une place à Vieux-Habitants, la commune de son enfance.

## Vidéographie
- Champions de France - Teddy Riner, série Champions de France, film-portrait raconté par Omar Sy, co-réalisé par Pascal Blanchard et Rachid Bouchareb 2016, 2 minutes. [voir en ligne]

## Publications
En 2012, avec la collaboration de Lorraine de Plunkett, Teddy Riner écrit une autobiographie :
- Teddy Riner, Se dépasser, toujours, Plon, 2012, 160 p. (ISBN 978-2-259-21851-1 et 2-259-21851-2)
- Préface du livre Les 100 idées reçues qui vous empêchent d'aller bien, Dr Alexandra Dalu, Leduc.s Éditions, 2015, 352 p.  (ISBN 979-10-285-0115-0)

## Statistiques

### Combats officiels
| Année | Nombre de combats | Nombre de victoires | Nombre de défaites | % victoires |
| ----- | ----------------- | ------------------- | ------------------ | ----------- |
| 2005  | 4                 | 3                   | 1                  | 75%         |
| 2006  | 13                | 11                  | 2                  | 84,6%       |
| 2007  | 20                | 18                  | 2                  | 90,0%       |
| 2008  | 32                | 29                  | 3                  | 90,6%       |
| 2009  | 9                 | 9                   | 0                  | 100%        |
| 2010  | 27                | 26                  | 1                  | 96,3%       |
| 2011  | 27                | 27                  | 0                  | 100%        |
| 2012  | 13                | 13                  | 0                  | 100%        |
| 2013  | 14                | 14                  | 0                  | 100%        |
| 2014  | 16                | 16                  | 0                  | 100%        |
| 2015  | 17                | 17                  | 0                  | 100%        |
| 2016  | 12                | 12                  | 0                  | 100%        |
| 2017  | 16                | 16                  | 0                  | 100%        |
| 2019  | 8                 | 8                   | 0                  | 100%        |
| 2020  | 3                 | 2                   | 1                  | 66,7%       |
| 2021  | 10                | 9                   | 1                  | 90%         |
| 2022  | 5                 | 4                   | 1                  | 80%         |
| 2023  | 14                | 14                  | 0                  | 100%        |
| 2024  | 25                | 25                  | 0                  | 100%        |
| Total | 285               | 273                 | 12                 | 95,8%       |

### Défaites
Toutes compétitions confondues, il n'a enregistré que 17 défaites depuis 2006, contre :
- En juniors

1. le Français Frédéric Lecanu, chez les poids lourds à Amiens, le 15 janvier 2006
2. défaite au tournoi Open de Visé, chez les poids lourds, le Modèle:Date -
3. le Cubain Óscar Brayson, chez les poids lourds à Vienne, le 19 février 2006
4. l'Allemand Andreas Tölzer chez les poids lourds à Vienne, le 19 février 2006
5. défaite au tournoi juniors de Cetniewo en Pologne, chez les poids lourds, le 30 juillet 2006
6. le Français Matthieu Bataille chez les poids lourds à Dijon, le 20 janvier 2007
7. le Biélorusse Yury Rybak chez les poids lourds à Paris, le 12 février 2007
8. l'Italien Paolo Bianchessi chez les poids lourds à Hambourg, le 25 février 2007
9. le Français Jean-Sébastien Bonvoisin chez les poids lourds à Laval, le 10 novembre 2007[208] (Dernière défaite par ippon)
10. le Japonais Shinya Katabuchi chez les poids lourds à Tokyo, le 9 décembre 2007[208]
11. le Japonais Yohei Takai (en) chez les poids lourds à Tokyo, le 9 décembre 2007[208] (Dernière fois qu'il est tombé en compétition, waza-ari)
12. le Japonais Yasuyuki Muneta chez les poids lourds à Hambourg, le 24 février 2008[208]
13. le Néerlandais Grim Vuijsters (nl) chez les poids lourds à Hambourg, le 24 février[208]

- En seniors

1. l'Ouzbek Abdullo Tangriev chez les poids lourds aux Jeux olympiques de Pékin 2008, le 15 août 2008[208]
2. le Japonais Daiki Kamikawa en toutes catégories aux championnats du monde 2010 à Tokyo, le 13 septembre 2010[208]
3. le Japonais Kokoro Kageura au 3e tour du Grand Slam de Paris, le 9 février 2020[209]
4. le Français Joseph Terhec au championnat de France par équipe lors des 1/4 de finale le 3 octobre 2020[210]

Teddy Riner a ainsi été invaincu pendant 9 ans, 4 mois et 27 jours, soit 154 victoires consécutives.

## Autres activités

### Animateur de télévision
Il coanime, avec Olivier Minne, Sandy Heribert et Laury Thilleman, l'émission de télévision La Course des champions. Tournée au Stade de France, elle confronte des sportifs amateurs et de vrais champions dans une série d'épreuves physiques. L'émission a été enregistrée en 2019 et diffusée sur France 2 à l'automne de la même année, puis lors de l'été 2020,.
Le 28 janvier 2025, il est le maître de cérémonie du Gala des Pièces jaunes, retransmis sur France 2.

### Doublage
Teddy Riner a participé au doublage français de deux films d'animation :
- 2016 : Zootopie de Byron Howard, Rich Moore et Jared Bush : Finnick
- 2017 : Lego Ninjago, le film de Charlie Bean, Paul Fisher et Bob Logan : Cole

### Business
En mars 2022, Teddy Riner lance sa marque de textile à destination des sportifs, baptisée Fightart. Un premier aperçu de cette marque est visible lors des JO de Tokyo en 2021 puisque Riner arborait un R sur ses kimonos de compétition, faisant ainsi référence à la future sortie de sa ligne de textile.
Il investit au Maroc dans un projet de résidences, la beauté et la restauration à Dar Bouazza en banlieue de Casablanca, à Dakhla dans la logistique et le tourisme et dans la promotion immobilière.
Teddy Riner est également un investisseur actif dans le secteur des startups. En septembre 2021, il a investi dans Colizey, une plateforme en ligne dédiée aux équipements sportifs, et en février 2022, il a soutenu Climb, une fintech qui offre des services de gestion d'investissement et d'aide à la déclaration de revenus.